# Телегония
Телегонията (от гр. „теле“ – „далече“, „гонос“ – раждане) е псевдонаучна теория, твърдяща, че гените на предишни сексуални партньори на една жена въздействат върху поколението ѝ от следващите ѝ партньори.
Идеята за телегонията е лансирана през второто десетилетие на 19 век от граф Мортън, който при своите занимания по отглеждането на породисти коне се запознал с трудовете на Чарлз Дарвин върху еволюцията на видовете. Тъкмо авторитетът на Дарвин, на който Мортън се позовавал, спечелил разпространението на тезата, първоначално крепяща се на сензационни материали в пресата. В края на века Ле Дантек спомага за разпространението на хипотезата, но не се основава на конкретни доказателства, подкрепени с числа. Успешни опити за оборване на теорията са правени в началото на 20 век. Днес на зоолозите и животновъдите е известно, че спермата може да се съхрани физиологически в половите пътища на женските птици, бозайници и човека, като с различна степен се запазва способността ѝ на оплождане. Например у птиците сперматозоидите запазват жизнеспоспобността си до 70 – 80 дни, у бозайниците – от няколко дни до няколко месеца. Това прави възможно съхранена в женските полови органи сперма от предишен партньор да участва в зачеването при акт с нов партньор.